# Tír na nÓg (album)
Pour les articles homonymes, voir Tír na nÓg (homonymie).
Albums de Tír na nÓg
A Tear and a Smile
(1972)
Tír na nÓg est le premier album du duo irlandais Tír na nÓg sorti en 1971. Contrairement aux deux suivants, il ne fut pas publié en Amérique du nord, le groupe refusant d'enregistrer pour ce marché une reprise de la chanson "Maggie's Farm" de Bob Dylan qu'ils avaient l'habitude d'interpréter régulièrement sur scène à cette époque

## Structure de l'album

### Titres
| 1. | Time Is Like A Promise | Sonny Condell | 2:56 |
| 2. | Mariner Blues          | Condell       | 4:12 |
| 3. | Daisy Lady             | Leo O'Kelly   | 2:21 |
| 4. | Tir Na Nog             | O'Kelly       | 5:20 |
| 5. | Aberdeen Angus         | Condell       | 1:50 |
| 6. | Looking Up             | O'Kelly       | 4:51 |

| Face B | Face B                  | Face B    | Face B | Face B | Face B | Face B | Face B | Face B | Face B |
| No     | Titre                   | Auteur    | Durée  |        |        |        |        |        |        |
| ------ | ----------------------- | --------- | ------ | ------ | ------ | ------ | ------ | ------ | ------ |
| 7.     | Boat Song               | O'Kelly   | 3:24   |        |        |        |        |        |        |
| 8.     | Our Love Will Not Decay | Condell   | 3:04   |        |        |        |        |        |        |
| 9.     | Hey Friend              | Ray Dolan | 3:01   |        |        |        |        |        |        |
| 10.    | Dance Of Years          | Condell   | 3:50   |        |        |        |        |        |        |
| 11.    | Live A Day              | Condell   | 3:04   |        |        |        |        |        |        |
| 12.    | Piccadilly              | O'Kelly   | 5:35   |        |        |        |        |        |        |
| 13.    | Dante                   | Condell   | 2:56   |        |        |        |        |        |        |
| 44:24  |                         |           |        |        |        |        |        |        |        |

## Personnel
Tír na nÓg
- Sonny Condell - chant, guitare, tambour marocain, tablas, guimbarde
- Leo O'Kelly - chant, guitare, dulcimer, basse, tin whistle

Musiciens additionnels
- Barry Dransfield – fiddle sur "Tir Na Nog"
- Annie Crozier – psaltérion sur "Time Is Like A Promise"

Équipe de production
- Nic Kinsey - ingénieur
- Nick Harrison - arrangeur
- Bill Leader - production